# Provinz Santa Cruz (Argentinien)
Santa Cruz ist eine der fünf Provinzen im argentinischen Teil Patagoniens. Sie hat ihren Namen vom Río Santa Cruz (spanisch für „Heiliges Kreuz“), der den Abfluss des Lago Argentino bildet und in den Atlantik mündet. Im Norden verläuft die schnurgerade Grenze zur Provinz Chubut. Im Osten grenzt Santa Cruz an den Atlantik, im Westen und Süden an Chile. Nach Buenos Aires ist Santa Cruz die zweitgrößte Provinz des Landes.

## Geographie und Klima

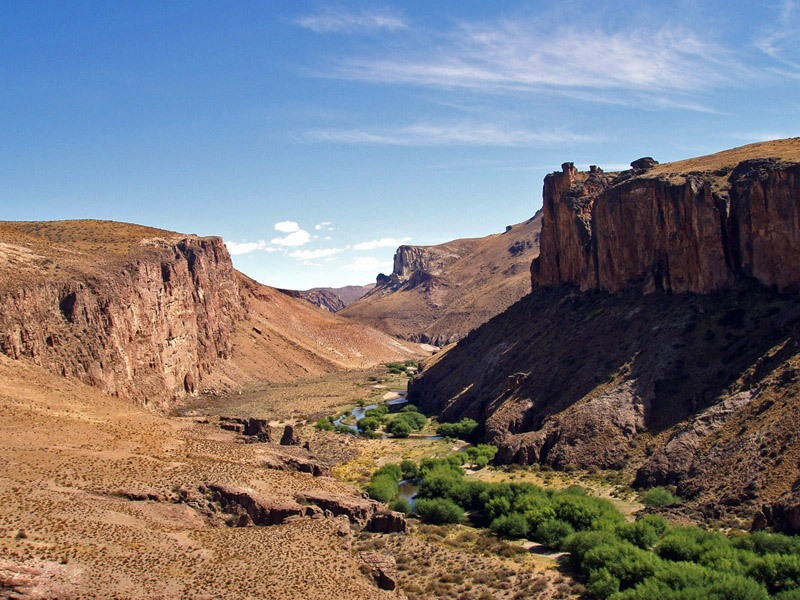
Das Tal des Río Pinturas bei Perito Moreno

Die Landschaft ist typisch für Patagonien. Die Anden begrenzen die Provinz nach Westen hin. Es folgt in Richtung Osten eine Kette von Gletscherfeldern und Seen in der unmittelbaren Vorandenregion, deren größter der Lago Argentino ist. Den größten Teil nimmt jedoch das trockene Schichtstufenland der patagonischen Mesetas ein, das sich bis zum Atlantik hin erstreckt.
Das Klima ist kühlgemäßigt, mit mäßig warmen Sommern (11 °C im Süden bis 18 °C im Nordosten) und kalten Wintern mit nur geringem Schneefall (0 °C im Südwesten, 6 °C im Nordosten). Die Niederschlagsmenge liegt zwischen 150 mm im Osten und 450 mm im Westen, wobei der Winter insbesondere im Andenraum etwas feuchter als der Sommer ist.

## Bevölkerung
Santa Cruz ist die am dünnsten besiedelte Provinz Argentiniens. Die Bevölkerung konzentriert sich in wenigen städtischen Ansiedlungen, weite Teile sind fast unbewohnt. Im Westen gibt es vereinzelte Reservate, die von Ureinwohnern der Tehuelche-Volksgruppe bewohnt werden. Deren Anzahl ist jedoch inzwischen gering.

### Wichtige Städte
Es gibt nur wenige nennenswerte Städte bzw. Orte in Santa Cruz:
- Río Gallegos (95.796 Ew.), die Provinzhauptstadt, Flughafen (IATA-Code RGL)
- Caleta Olivia (51.733 Ew.), Zentrum der Erdölförderung
- El Calafate (16.655 Ew.), Flughafen (IATA-Code FTE), vor allem Tourismus, Ausgangspunkt für Touren zum Nationalpark Los Glaciares
- Pico Truncado (20.889 Ew.), Zentrum der Erdgasförderung
- Las Heras (17.821 Ew.)
- Puerto Deseado (14.183 Ew.)
- Puerto San Julián (7.894 Ew.)
- Río Turbio (8.814 Ew.), Zentrum der Kohleförderung in den Südanden, mit Wintersportzentrum
- Comandante Luis Piedra Buena (6.405 Ew.)
- Perito Moreno (4.617 Ew.), lokales Zentrum der Viehzucht

Die Einwohnerzahlen stammen vom Census 2010

## Verwaltungsgliederung
Die Provinz Santa Cruz ist in sieben Departamentos eingeteilt:
| \| Departamento \| Hauptstadt \| Fläche in km² \| Einwohner (2022) \| \| ----------------- \| ------------------- \| ------------- \| ---------------- \| \| Corpen Aike \| Puerto Santa Cruz \| 26.350 \| 015.171 \| \| Deseado \| Puerto Deseado \| 63.784 \| 126.743 \| \| Güer Aike \| Río Gallegos \| 33.841 \| 137.895 \| \| Lago Argentino \| El Calafate \| 37.292 \| 025.586 \| \| Lago Buenos Aires \| Perito Moreno \| 28.609 \| 0012.606 \| \| Magallanes \| Puerto San Julián \| 19.805 \| 0012.911 \| \| Río Chico \| Gobernador Gregores \| 34.262 \| 006.314 \| |                     |               |                  |
| Departamento | Hauptstadt          | Fläche in km² | Einwohner (2022) |
| Corpen Aike | Puerto Santa Cruz   | 26.350        | 015.171          |
| Deseado | Puerto Deseado      | 63.784        | 126.743          |
| Güer Aike | Río Gallegos        | 33.841        | 137.895          |
| Lago Argentino | El Calafate         | 37.292        | 025.586          |
| Lago Buenos Aires | Perito Moreno       | 28.609        | 0012.606         |
| Magallanes | Puerto San Julián   | 19.805        | 0012.911         |
| Río Chico | Gobernador Gregores | 34.262        | 006.314          |

## Wirtschaft und Infrastruktur
Die Provinz lebt im Wesentlichen von Landwirtschaft (vor allem Viehzucht) und von der Erdöl- und Erdgasförderung im Norden der Provinz, daneben aber auch von Fischerei, Bergbau und Tourismus. Im Südwesten, nahe der Stadt Río Turbio, liegen die bedeutendsten Kohlevorkommen Argentiniens. Der Abbau hat jedoch in den letzten Jahrzehnten wegen fehlender Investitionen der Betreiber an Bedeutung verloren.
Eine Straßenverbindung (via Fähre) von der Provinz Santa Cruz zur südlichsten argentinischen Provinz Feuerland besteht nur über Punta Delgada in Chile.
Über den Flughafen Río Gallegos und den Flughafen El Calafate ist die Provinz mit dem Rest des Landes verbunden.